# Geonoma wilsonii
Geonoma wilsonii är en enhjärtbladig växtart som beskrevs av Gloria A. Galeano och Rodrigo Bernal. Geonoma wilsonii ingår i släktet Geonoma och familjen Arecaceae.
Artens utbredningsområde är Colombia. Inga underarter finns listade i Catalogue of Life.